# Witold Leszczyński
Witold Leszczyński, né le 16 août 1933 à Łódź et mort le 1er septembre 2007 à Łódź, est un réalisateur, scénariste et opérateur polonais. Ses œuvres sont très personnelles, poétiques et très travaillées esthétiquement.

## Biographie
Il a travaillé comme ingénieur en électroacoustique dans la cinématographie. En 1962, il obtient le diplôme de chef opérateur à l'Ecole Supérieure du Film, de la Télévision et du Théâtre à Łódź. Il débute en 1968 avec le long métrage Les Jours de Mathieu, qui obtient Grand Prix de Munk, les prix à Chicago, le Grand Prix du Festival International de Cannes Jeunesse, Grand Prix de Valladolid, un prix pour le meilleur film à Colombo, et il est proposé à l'Oscar du meilleur film en langue étrangère. C'est une histoire intime, adaptation de la prose du Norvégien Tarjei Vesaas, dans lequel un paysan simple d'esprit et hypersensible comprend mieux les lois de la nature que les lois des hommes.
En 1981, il a tourné Konopielka adapté du roman d'Edward Redliński, avec un rôle inoubliable pour Krzysztof Majchrzak. Ce film a été primé au Festival du film polonais de Gdynia en 1984. Deux ans plus tard, Leszczyński s'est vu décerner à Gdynia le Grand Prix pour sa nouvelle œuvre : Siekierezada, primé également avec les prix FIPRESCI à Cannes et INTERFILM à la Berlinale en 1987.
Dès 1997, Witold Leszczyński enseignait à l'École de cinéma de Łódź.
Il est mort en 2007 à Łodź pendant le tournage de son film autobiographique Stary człowiek i pies (Le vieil homme et le chien).

## Filmographie
- 1963 : Mansarda – un des réalisateurs
- 1963 : Przygoda noworoczna – caméraman
- 1968 : Les Jours de Mathieu (Żywot Mateusza) – réalisateur, scénariste, acteur (caméo)
- 1972 : Rewizja osobista – réalisateur, scénariste, photographe
- 1977 : Rekolekcje – réalisateur, scénariste, dialoguiste
- 1979 : Pełnia – photographe
- 1981 : Konopielka – réalisateur, scénariste (1981, Grand Prix à Vevey, Les Lions d’Argent à Gdańsk, prix à Haugesund)
- 1985 : Siekierezada[3] – réalisateur, scénariste (prix à Łagów, proposés à l'Oscar du meilleur film en langue étrangère)
- 1993 : Koloss – réalisateur, scénariste
- 2001 : Requiem[4] – réalisateur (Prix Spécial du Jury à Gdynia)
- 2005 : Po sezonie – second réalisateur
- 2007 : Le vieil homme et le chien (Stary człowiek i pies) – réalisateur, scénariste

## Récompenses
Festival du film polonais de Gdynia (ou Gdańsk)
- 1984: Prix principal: Lion d'argent − Konopielka
- 1986: Grand Prix du festival: Lion d'or - Siekierezada
- 2001: Prix spécial du jury − Requiem

## Nominations
Récompenses cinématographiques polonaises
- 2001: Nommé pour le meilleur réalisateur − Requiem
- 2001: Nommé pour le meilleur film − Requiem

Festival du film polonais de Gdynia
- 2001: Nommé pour le meilleur réalisateur − Requiem
- 2001: Nommé pour le meilleur film − Requiem